# Børge Thorup
Børge Thorup (født  10. april 1943) er en tidligere dansk professionel fodbold- og landsholdsspiller.
Børge Thorups karriere strakte sig fra 1962 til 1974. Han startede og sluttede sin karriere i Brønshøj Boldklub, men var desuden professionel i Greenock Morton FC (i 2 omgange), Hamilton Academical FC, Crystal Palace FC og Clydebank FC.
Det blev til 1 A-landsholdkamp for Børge Thorup, i 1965, mod Grækenland. Desuden spillede han 11 U-21 landskampe.